# آچی (آریزونا)
آچی (به انگلیسی: Achi) یک منطقهٔ مسکونی در ایالات متحده آمریکا است که در آریزونا واقع شده‌است. آچی ۵۳۶ متر بالاتر از سطح دریا واقع شده‌است.